# Изоляты (популяции человека)

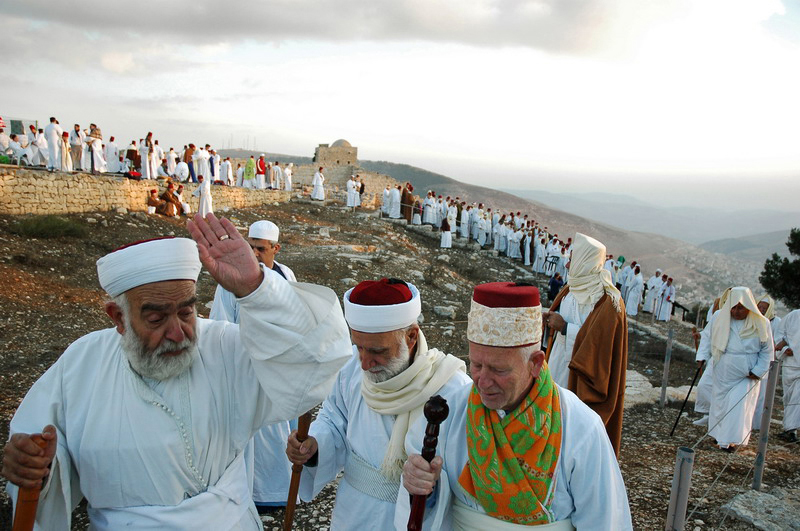
Самаритяне, рассматриваемые как религиозный изолят

Изоляты (англ. isolates, isolated), замкнутые, закрытые, изолированные популяции человека (англ. isolated, closed human populations) — обычно относительно небольшие группы людей, которые из-за культурных, географических препятствий или их сочетаний оказались отрезаны от остальных на протяжении многих поколений. Воспроизводство населения в изолятах не выходит за их рамки, поток генов от других популяций сильно затруднён (в отличие от открытых популяций). Полностью изолированные группы, вероятно, не встречаются, поэтому разделение носит относительный характер, и изолятами считают более замкнутые популяции.
При более широких научных подходах изолятами считаются также значительные по численности группы или системы популяций, если в целом в них изоляционные процессы преобладают над миграционными. Так, как изолят в литературе рассматривается население Исландии, которое не является изолятом в обычном понимании, и даже «макроизоляты» жителей Сардинии и Финляндии в миллионы людей.
Наиболее очевидными причинами изоляции являются географические барьеры, когда небольшая группа основателей обитает в труднодоступной, враждебной среде, и ей удаётся воспроизводить потомство в течение ряда поколений. Изоляция может происходить также по культурным и религиозным причинам. В конкретном случае может быть сложно определить причины: например, два народа охотников-собирателей обитают поблизости друг от друга, но принадлежат к разным генетическим кластерам, на что могли влиять как географические причины в прошлом, так и культурные барьеры.
Изоляты часто отражают экстремальное влияние условий окружающей среды, генетической структуры или поведенческих практик. Изолированные популяции могут «ветвиться» на несколько и развиваться независимо, но географическая близость и общее происхождение не означают одинаковых процессов.

## Классификация
При классификации изолятов могут использоваться критерии численности популяции, степени развития замкнутой системы браков внутри популяции, близкородственных браков, эффективного размера (числа особей, необходимого для объяснения наблюдаемой генетической изменчивости), скорости роста численности, времени изоляции и потоков генов. Так, сравнение 24 европейских популяций показало, что простое деление популяций на открытые и изолированные может игнорировать фактические геномные особенности и скрывать неоднородности.
Согласно Большой медицинской энциклопедии, изоляты — «относительно небольшие популяции людей (100—1000 человек) с незначительным уровнем брачной иммиграции», их брачная замкнутость поддерживается не менее 5—10 поколений. Определять изоляты можно по большому коэффициенту инбридинга в популяции (0,03—0,001), если есть достаточно полный генеалогический материал.
Разработаны классификации, в которых изоляты определялись более конкретно: численность — до 1,5 тысяч человек, внутригрупповые браки — более 90 %, приток внешних генов — менее 1 %, либо, в другой работе, от 600 до 1000 человек, внутригрупповые браки — более 80 %. Также некоторые авторы разбивают неоднородные изоляты на более мелкие микроизоляты и субизоляты, другие — называют субизолятами отдельные популяции в 1-2 тысячи человек.
По происхождению изоляты условно делятся на три группы, но это разграничение не является строгим (например, сельские кастовые изоляты Индии не могут быть однозначно классифицированы):
- реликтовые: система изолятов Сибири, Южной Америки, Австралии, которые уцелели со времён неолита, когда человечество состояло из небольших изолированных популяций;
- образовавшиеся в местностях с небольшой плотностью населения в период от Античности до Раннего Средневековья: север Скандинавии, горные местности — Дагестан, Памир, горы Японии, Европейский север России;
- религиозные: самаритяне Израиля, гуттериты и данкеры в США, караимы Литвы, исчезнувшая община хаббанитов[англ.] Южной Аравии[1].

Также изоляты могут классифицироваться по размеру, времени с момента основания, ранней демографической истории (в зависимости от того, имело ли место одно событие основания или были «узкие» места и миграции), связи с крупными группами (более древние «первичные», существующие в стабильной среде, и более молодые «вторичные», которые образованы в том числе последующей миграцией), типу изоляции, например, географической, этнической, культурной, языковой.
В малых изолятах дрейф генов быстрее приводит к изменению генофонда за счёт случайного закрепления одних аллелей и потери других. Из-за небольшой численности растёт число близкородственных браков, снижается разнообразие популяции (генетическое и по фенотипу). В изолятах большой численности эти процессы происходят медленнее.
Факторы могут действовать по-разному. Для изолятов Дагестана в работе 2009 года было замечено, что, вероятно, генетическая изоляция и разница между популяциями объясняется географическими причинами, но не языковыми (предыдущее исследование не нашло корреляции ни с тем, ни с другим) . С другой стороны, для итальянских изолятов географические и языковые факторы, вероятно, взаимно усиливали изоляцию.

## Генетические последствия изоляции
Изоляция оказывает влияние на генетику популяции, например, на увеличение кровного родства из-за ограниченного выбора партнёра и на сокращение генетического разнообразия из-за 
дрейфа генов. Различные факторы действуют в совокупности. Встречаются изоляты как с распространением наследственных заболеваний, так и с относительно благоприятной обстановкой в этом отношении.
«Эффект основателей». Группа людей, которые первоначально были изолированы, является небольшой и неслучайной выборкой из всего населения. Чрезвычайно редкие мутации обычно не играют роли в большой общей популяции, но увеличиваются в частоте на порядки в конечной популяции и могут угрожать здоровью, если они вредные.
Результат дрейфа генов. Из-за случайного закрепления одних аллелей и потери других, могут усиливаться мутации, в том числе вредные.
Действие близкородственного смешения. Ограниченный выбор партнёра в конечном счёте приводит к близкому кровному родству в популяции и росту вероятности проявления рецессивных вредных мутаций.
Примеры: финские наследственные заболевания, встречающиеся наиболее часто у финнов. «Эффект основателей» и дрейф генов, скорее всего, привели к генетическим патологиям евреев-ашкеназов. У индейцев пима в Аризоне широко распространён сахарный диабет 1-го типа, но почти не встречается диабет 2-го типа. Скорее всего, последствия изоляции стали причиной редкой генетической болезни Mal de Meleda на хорватском острове Млет, который в средневековье использовался как место карантина для больных проказой. Также, согласно работе 2015 года, длительные периоды близкородственного скрещивания помимо провоцирования вредных мутаций в популяциях могут негативно влиять на рост и когнитивные способности потомков.

## Последствия изоляции, связанные с географией и культурой
Свойством изолятов является экологическая и культурная однородность населения. В дополнении к уменьшенной генетической сложности популяции её жители, как правило, ведут схожий образ жизни, включая диету, уровни физической активности и другие культурные привычки, и, что важно, подвергаются воздействию аналогичных экологических и санитарных условий и переносчиков болезней. Окружающая среда также может влиять на фенотип членов сообщества, в том числе на возникновение фенокопий.
Климат, вода, еда, жильё и другие ресурсы могут сильно влиять на проблемы со здоровьем в изоляте. Кочевые саамы Швеции и Финляндии питаются в основном копчёной пищей и, вероятно, поэтому имеют высокий уровень заболеваемости раком желудка. Племена туарегов и бедуинов в Африке и на Ближнем Востоке вынуждены приспосабливаться к нехватке воды и тому, что она часто заражена специфическими паразитами и бактериями. Шерпы в Азии, жители альпийских деревень Европы обитают на высоте и имеют очень ограниченный выбор продуктов питания. Тип помещений тоже влияет на здоровье: скученность увеличивает смертность от пневмонии у детей в сезон дождей в Юго-Восточной Азии. Исторически изоляция спасала многие популяции от эпидемий, но при этом лишала их коллективного иммунитета — когда спустя время патоген проникал в популяцию, не имелось иммунных членов в сообществе, и целые цивилизации оказывались под угрозой: могло быть среди главных причин вымирания жителей острова Пасхи, камбоджийских кхмеров в Ангкоре, ацтеков в Центральной Америке. Также, например, жители отдалённых островов могут иметь проблемы с доступом к медицинской помощи, современной хирургии.
Когда изолированные сообщества живут в той же среде с другими группами, они могут иметь поведение и идентичность, которые отличают их. Например, шапсуги из изолятов сохраняют брачные традиции и очень редко заключают браки с представителями других местных народов на юге России (вопреки новой этнической ситуации). Иногда жители изолятов показывают большие различия в рисках для здоровья: по необходимости кипячения воды, получению образования и медицинской помощи. Из-за культурных различий могут также возникать насилие и дискриминация. Другой пример: вероятно, именно после того как жители Американского Самоа переняли рацион питания из США, уровень заболеваемости сахарным диабетом 2-го типа вырос с одного из самых низких до одного из самых высоких в мире. Диетические привычки в Японии, отрезанной от континента, вероятно, вызывают высокую заболеваемость раком желудка. С другой стороны, средиземноморскую диету, сильное чувство общности и красное вино связывают с долголетием в некоторых изолятах Сардинии.

## В массовой культуре
Фильм «Свидетель» 1985 года — амиши в Пенсильвании и Небраске, США.
Телесериал «Северная сторона» — жители городка в глуши Аляски.
Фильм «Osmi povjerenik» 2018 года — обитатели отдалённого хорватского острова.